# VfL Oldenburg (håndbold)
VfL Oldenburg er et tysk kvindehåndboldhold fra Oldenburg. De spiller i den bedste tyske kvindelige håndbolrække Handball-Bundesliga Frauen.
VfL's håndboldkvinder rykkede op i 1. Bundesliga i 1980. Da den nu hele tyske Bundesliga, blev sammenslået i 1992/93, rykkede VfL Oldenburg ned. I 1996 vendte holdet tilbage til den første bedste håndboldrække, selvom de blev rykkede ned igen i 1998. De vendte tilbage til den  i 1999, med direkte oprykning. De er den dag i dag stadig spillende i landets bedste række og betegnes som et midterhold i ligaen. De vandt også EHF Challenge Cup i 2008 og DHB-Pokal i 2009, 2012 og 2018.

## Resultater
- DHB-Pokal

Vinder (3): 1981, 2009, 2012
- DHB Supercup

Vinder (1): 2009
- EHF Challenge Cup

Vinder (1): 2008

## Truppen 2017/18
| Målvogtere - 01 Julia Renner - 15 Madita Kohorst Fløjspiller RW - 20 Jenny Behrend - 88 Jennifer Winter LW - 05 Kim Birke - 13 Jane Martens Stregspillere - 23 Cara Hartstock - 32 Ann-Kristin Roller | Bagspillere LB - 10 Simone Spur - 21 Angie Geschke CB - 09 Julia Wenzl - 77 Marlene Staal RB - 28 Isabelle Jongenelen |

### Transfers
Tilgange
- Jennifer Winter
- Simone Spur
- Marlene Staal

Afgange
- Caroline Müller
- Kira Schnack
- Kelly Dulfer
- Inger Smits
- Veronika Malá